# Cud na 34. ulicy (film 1947)
Cud na 34. ulicy – film z 1947 roku wyreżyserowany przez George’a Seatona. W rolach głównych wystąpili: Maureen O’Hara, John Payne, Natalie Wood oraz Edmund Gwenn. 
Akcja toczy się w Nowym Jorku i zaczyna się razem z paradą z okazji Święta Dziękczynienia, organizowaną przez dom handlowy Macy's (Macy's Thanksgiving Day Parade). Fabuła skupia się wokół Świętego Mikołaja z domu handlowego Macy's, który może być prawdziwy.
Film zdobył trzy Oscary dla najlepszego aktora w roli drugoplanowej (Edmund Gwenn), najlepszego opowiadania filmowego (Valentine Davies) i najlepszego scenariusza adaptowanego. Był także nominowany w kategorii najlepszy film, lecz przegrał z Dżentelmeńską umową.
Cud na 34. ulicy doczekał się remake'ów w postaci trzech filmów telewizyjnych oraz filmu kinowego z 1994 roku.

## Obsada[1]
- Maureen O'Hara - Doris Walker
- John Payne - Fred Gailey
- Edmund Gwenn - Kris Kringle
- Gene Lockhart - Sędzia Henry X. Harper
- Natalie Wood - Susan Walker
- Porter Hall - Granville Sawyer
- William Frawley - Charles Halloran
- Jerome Cowan - Prokurator okręgowy Thomas Mara
- Philip Tonge - Julian Shellhammer
- Harry Antrim - Pan R. H. Macy (niewymieniony w czołówce)
- Thelma Ritter - Matka Petera

i inni.